# 波赫丹尼夫卡 (沃茲涅先斯克區)
47°48′57″N 31°8′4″E / 47.81583°N 31.13444°E
波赫丹尼夫卡（羅馬化：Bohdanivka）是烏克蘭南部的村莊，隸屬尼古拉耶夫州的沃茲涅先斯克區。該村始建於1775年，面積3.28平方公里，海拔高度61米，2001年人口1,839，人口密度每平方公里560.7人。